# Pulilan
Pulilan is een gemeente in de Filipijnse provincie Bulacan op het eiland Luzon. Bij de laatste census in 2007 had de gemeente ruim 85 duizend inwoners.

## Geografie

### Bestuurlijke indeling
Pulilan is onderverdeeld in de volgende 19 barangays:
| - Balatong A - Balatong B - Cutcot - Dampol I - Dampol II-A - Dampol II-B - Dulong Malabon - Inaon - Longos - Lumbac | - Paltao - Penabatan - Poblacion - Santa Peregrina - Santo Cristo - Taal - Tabon - Tibag - Tinejero |

## Demografie
Pulilan had bij de census van 2007 een inwoneraantal van 85.008 mensen. Dit zijn 16.820 mensen (24,7%) meer dan bij de vorige census van 2000. De gemiddelde jaarlijkse groei komt daarmee uit op 3,09%, hetgeen hoger is dan het landelijk jaarlijks gemiddelde over deze periode (2,04%). Vergeleken met de census van 1995 is het aantal mensen met 25.326 (42,4%) toegenomen.

De bevolkingsdichtheid van Pulilan was ten tijde van de laatste census, met 85.008 inwoners op 39,89 km², 1496,2 mensen per km².